# ماسيمو لونغو
ماسيمو كوري لونغو (بالإنجليزية: Massimo Corey Luongo)‏ (ولد في 25 سبتمبر 1992 في سيدني) لاعب كرة قدم دولي أسترالي يلعب حاليا لصالح نادي سويندون تاون في مركز الوسط المحوري منذ 2013.

## روابط خارجية
- ماسيمو لونغو على موقع الاتحاد الدولي (مؤرشف)  (الإنجليزية)
- ماسيمو لونغو على موقع قاعدة بيانات كرة القدم.إي يو (الإنجليزية)
- ماسيمو لونغو على موقع ناشيونال فوتبول تيمز (الإنجليزية)
- ماسيمو لونغو على موقع Soccerbase.com (لاعب) (الإنجليزية)
- ماسيمو لونغو على موقع Soccerway.com (الإنجليزية)
- ماسيمو لونغو على موقع عالم كرة القدم.نت (الإنجليزية)
- ماسيمو لونغو على موقع AS.com (الإسبانية)